# Progomphus bellei
Progomphus bellei är en trollsländeart som beskrevs av Knopf och Tennessen 1980. Progomphus bellei ingår i släktet Progomphus och familjen flodtrollsländor. IUCN kategoriserar arten globalt som nära hotad. Inga underarter finns listade i Catalogue of Life.